# 런던 아메리컨 스쿨

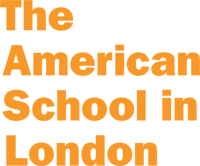

런던 아메리컨 스쿨(The American School in London)는 영국 수도 런던의 12년제 국제 초중고등학교이다. 1951년 영국 런던에서 첫 개교되어 현재에 이르고 있다.